# مالگوا، نیو ساوت ولز
مالگوا (به انگلیسی: Mulgoa) یک حومه شهر در استرالیا است که در نیو ساوت ولز واقع شده‌است.